# Apostolischer Visitator
Ein Apostolischer Visitator (von lateinisch visitator ‚Besucher‘) ist ein Beauftragter des Papstes, der mit besonderen und umfassenden Befugnissen ausgestattet ist. Die Untersuchten sind laut Kirchenrecht verpflichtet, „vertrauensvoll mit dem Visitator zusammenarbeiten, indem sie auf rechtmäßiges Befragen wahrheitsgemäß“ zu antworten haben.

## Auftrag und Arbeitsweise des Apostolischen Visitators
Die Einsetzung eines Apostolischen Visitators für eine gesamte Diözese bedeutet, dass der Visitator im Auftrag des Papstes die gesamte Amtsführung des Diözesanbischofs sowie alle diözesanen Einrichtungen zu überprüfen hat. Die tatsächlichen Vollmachten des Apostolischen Visitators werden im Ernennungsschreiben spezifiziert. Eine allgemeine Regelung zu Aufgaben und Vollmachten findet sich im kanonischen Recht nicht. Der Visitator ist nur dem Papst verantwortlich. Durch die Visitation ist die Amtsführung des visitierten Bischofs nicht eingeschränkt. Falls es sich als nötig erweist, kann der Papst nach dem Bericht der Visitatoren weitere Maßnahmen ergreifen. Inoffiziell gilt eine Apostolische Visitation als erstes Anzeichen eines Misstrauens gegenüber dem Diözesanbischof, tatsächlich kann eine Visitation aber auch nur den Grund haben, weitere unabhängige Informationen zum Sachstand zu sammeln. Apostolische Visitatoren können auch für die päpstliche Visitation von Ordensgemeinschaften und Klöstern oder anderen kirchlichen Einrichtungen bestellt werden.

## Die Visitation
Grundsätzlich gehören Visitationen zur kirchlichen Routine: Die Pfarreien werden regelmäßig von ihrem Bischof – oder einem seiner Vertreter – besucht. Klösterliche Gemeinschaften und sonstige Ordensniederlassungen erhalten in gewissen, in ihren Statuten geregelten Abständen Visitationen durch die Höheren Oberen (zuständiger Abt, Provinzial oder Generalsuperior). Diese Visitationen sollen die Gemeinschaften und Gemeinden in ihrem pastoralen Eifer und in ihrer apostolischen Gesinnung stärken, anstehende Sach- und Personalfragen klären oder auch für Kurskorrekturen sorgen.
Eine apostolische Visitation hat die Ermittlung der konkreten Verhältnisse in der besuchten Diözese, Teilen einer Diözese bzw. der visitierten Gemeinschaft zum Ziel. Insbesondere muss der Visitator strukturelle und personelle Probleme herausfinden, die in der Diözesanleitung und in der Seminarleitung bestehen, und gegebenenfalls eine Entscheidung des Apostolischen Stuhls vorbereiten.